# Rapala cyrhestica
Rapala cyrhestica är en fjärilsart som beskrevs av Hans Fruhstorfer 1914. Rapala cyrhestica ingår i släktet Rapala och familjen juvelvingar. Inga underarter finns listade.